# Simone Osygus
Simone Osygus (Wuppertal, 30 settembre 1968) è un'ex nuotatrice tedesca.
Specializzata nello stile libero ha vinto due medaglie di bronzo nelle staffette 4x100m sl alle Olimpiadi di Barcellona 1992 e di Atlanta 1996.

## Palmarès
- Olimpiadi

Barcellona 1992: argento nella 4x100m misti e bronzo nella 4x100m sl.
Atlanta 1996: argento nella 4x200m sl e bronzo nella 4x100m sl.
- Mondiali

Perth 1991: argento nella 4x100m sl.
Perth 1998: argento nella 4x100m sl.
- Mondiali in vasca corta

Goteborg 1997: argento nella 4x100m sl.
- Europei

Atene 1991: oro nei 50m sl, argento nella 4x100m sl, nella 4x200m sl e nella 4x100m misti e bronzo nei 100m sl.
Sheffield 1993: oro nella 4x200m sl.
Vienna 1995: oro nella 4x100m sl.
Siviglia 1997: oro nella 4x100m sl.
- Europei in vasca corta

Gelsenkirchen 1991: oro nei 50m sl.
Espoo 1992: argento nei 50m sl.
Sheffield 1998: oro nella 4x50m sl.
Lisbona 1999: argento nella 4x50m sl.
- Vincitrice della Coppa del Mondo delle distanze brevi sl nel 1991 e nel 1992